# اگباویل
اگباویل (به لاتین: Agboville) یک منطقهٔ مسکونی در ساحل عاج است که در Agnéby واقع شده‌است.

## خصوصیات
اگباویل ۲۲۵٬۰۰۰ نفر جمعیت دارد.